# Bürgermeisterei Irsch (Kreis Saarburg)
Die Bürgermeisterei Irsch im Kreis Saarburg im Regierungsbezirk Trier in der preußischen Rheinprovinz war eine Bürgermeisterei mit 5 Dörfern, 2 Weilern, 4 Mühlen, welche 341 Feuerstellen (Fst.) und 2141 Einwohner (Einw.) (Stand 1828) hatten.
Darin die Dörfer:
- Irsch mit 1 Katholischen Pfarrkirche, 87 Fst., 426 Einw. und Weinbau
- Ockfen unweit der Saar mit 1 Mühle, 33 Fst., 242 Einw. und Weinbau. Hier wird ein sehr geschätzter Saarwein, der sogenannte Bocksteiner gewonnen.
- Schoden an der Saar mit 29 Fst., 211 Ew. und Weinbau.
- Beurig an der Saar, mit 1 Kath. Tochterkirche, der Kaselmühle und 1 Loh-Mühle, 72 Fst., 386 Einw. und 1 Rothleder-Fabrik, hatte vormals ein Kloster.
- Serrig an der Saar, mit 1 Kath. Tochterkirche, der Untersten Mühle, 78 Fst., 554 Einw.

Die Weiler: 
- Büst mit 38 Fst., 295 Einw.
- Kirten mit 4 Fst., 27 Einw.